# Leraje

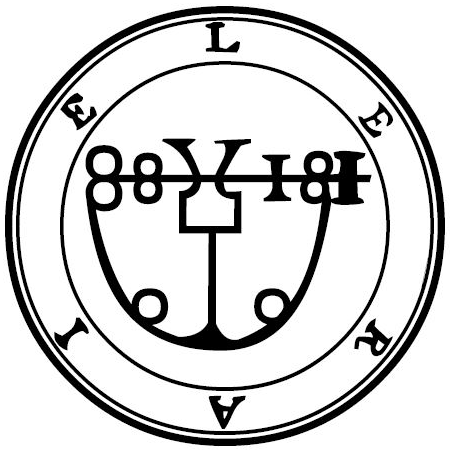
Leraje

En demonología, Leraje, también llamado Leraie, Leraikha, Leraye, Loray y Oray, es un gran marqués del infierno que tiene a su servicio treinta legiones de demonios. Es causante de grandes batallas y disputas, y hace que las heridas causadas por flechas en los combates se pudran. Pertenece a Sagitario. Gobierna 30 legiones.
Es descrito como un apuesto arquero vestido de verde que carga un arco.